# Jawa Kanan
Jawa Kanan is een bestuurslaag in het regentschap Lubuklinggau van de provincie Zuid-Sumatra, Indonesië. Jawa Kanan telt 1235 inwoners (volkstelling 2010).